# Pětina pro krále
Pětina pro krále (1966, The King's Fifth) je dobrodružný historický román pro mládež od amerického spisovatele Scotta O'Della, který se odehrává v době španělských výbojů v Novém světě v polovině 16. století. Kniha získala roku 1967 cenu Newbery Honor, jednu z nejprestižnějších cen za dětskou literaturu ve Spojených státech.

## Obsah románu
Vypravěčem příběhu je mladičký kartograf Estéban de Sandoval, který si jej zapisuje jako svůj deník ve vězení ve Vera Cruzu v Novém Španělsku. Je obviněn z toho, že ze zlata, které získal, neodvedl králi Karlovi I. jeho pětinu jako daň, což bylo jeho povinností. Příběh je tak vyprávěn ve dvou časových rovinách – retrospektivní kapitoly o cestě za zlatem se střídají s Estébanovými deníkovými záznamy o tom, jak právě probíhá jeho soudní proces.
Příběh začíná roku 1540, kdy se patnáctiletý Estéban vydává pod vedením kapitána Blase de Mendozy hledat tajemných Sedm zlatých měst cibolských, kde jsou údajně cesty dlážděné zlatem. Setká se s původními obyvateli Ameriky a popisuje život a zvyky Indiánů. Seznámí se s mladičkou indiánskou průvodkyní Ziou a mezi mladými lidmi vzniká silné citové pouto.
Estéban je zpočátku jediný člen výpravy, který nešílí touhou po zlatě. Jeho cílem je prozkoumat neznámé kraje a jako první je zmapovat. Postupně se však stane také otrokem chamtivosti, nebrání Mendozovi v jeho zločinech a začíná se mu podobat. Výpravě se skutečně podaří nalézt velké množství zlata v indiánském sídlišti Tawhi na dně tamějšího jezera. Jednotliví členové výpravy však postupně hynou, některé zavraždí sám Mendoza. Samotného Mendozu pak roztrhá jeho pes, ke kterému se krutě choval.
Nakonec Estébana doprovází jen drobný misionář otec Francisco a Zia. Kněz se snaží Estébana napravit a neustále ho přesvědčuje, aby zlato, které přináší jen zhoubu, zakopali. To však mladík odmítá. Zia jej proto nakonec opustí. Když pak otec Francisco vyčerpáním cestou zemře, otřese to Estébanem natolik, že si uvědomí, jak hluboko klesl. Všechno zlato proto pohřbí v jednom z mnoha kráterů, na které cestou narazí a které jsou plné jedovatě vypadající vody se silným sirným zápachem.
Po návratu do civilizace je Estéban zatčen. Je mu kladeno za vinu to, že ze zlata, které získal a „ukryl“, nevyplatil králi pětinu. Namaluje mapu místa, kde je zlato uloženo, ale všem říká, že jej stejně nenajdou. I kdyby správně určili kráter, ve kterém zlato leží (což považuje téměř za nemožné), zlato stejně z kráteru nepůjde vyndat.
Estéban je navíc ještě obviněn z vraždy kapitána Mendozy. Zia však přijde svědčit, obvinění z vraždy je staženo a Estéban je odsouzen nejprve na pět let vězení, ale protože nakreslením mapy spolupracoval na nalezení zlata, je mu trest snížen na tři roky. Je mu pak nabídnuto, že může z vězení uprchnout a zúčastnit se výpravy ke kráteru se zlatem, ale on to odmítne, protože odstranění zlata jej podle jeho názoru zdaleka nevykoupilo od zla a od křivd, které způsobil sám sobě i jiným.

## Filmové adaptace
- Les Mystérieuses Cités d'or (1982, Tajemství zlatého města), francouzsko-japonský animovaný televizní seriál, režie Bernard Deyriès a Hisayuki Toriumi, japonský název 太陽の子エステバン Taiyô no ko Esteban (Estéban, syn slunce).

## Česká vydání
- Pětina pro krále, Albatros, Praha 1980, přeložila Magda Hájková.